# Dreckschänke

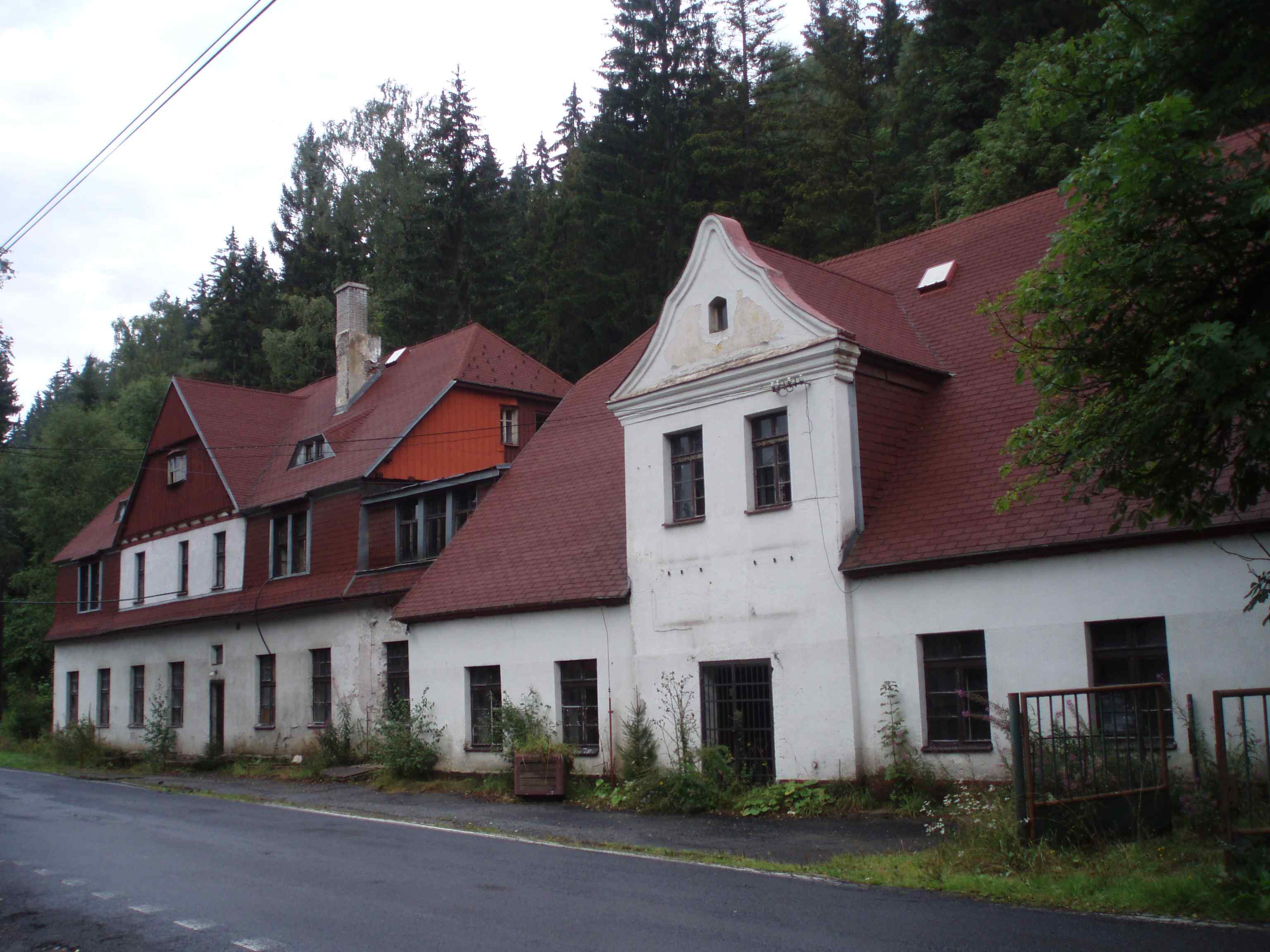
Die zunehmend verfallende Dreckschänke, August 2009…

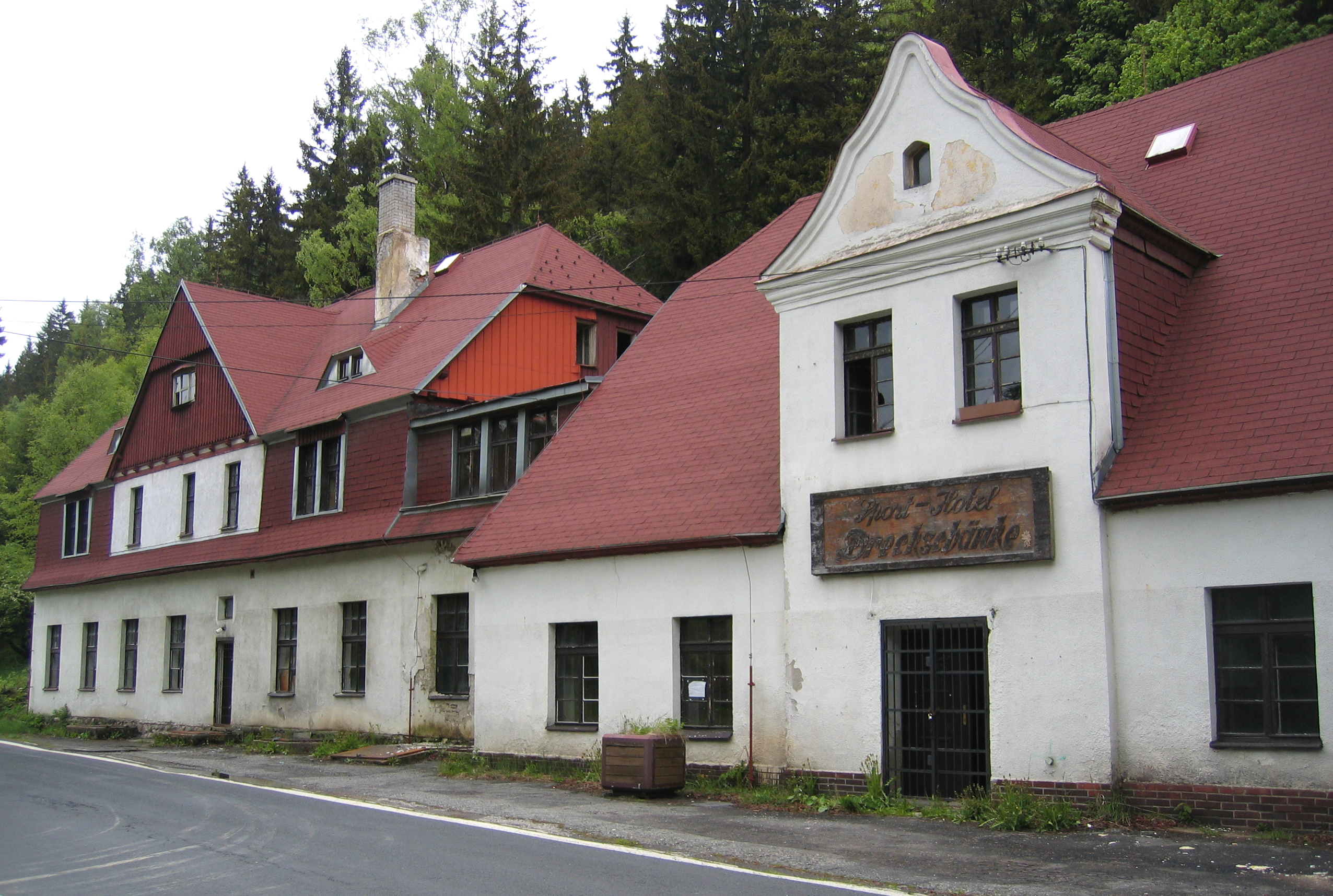
… und im Juni 2006 noch mit dem vom Erzgebirgsverein gesicherten Schild

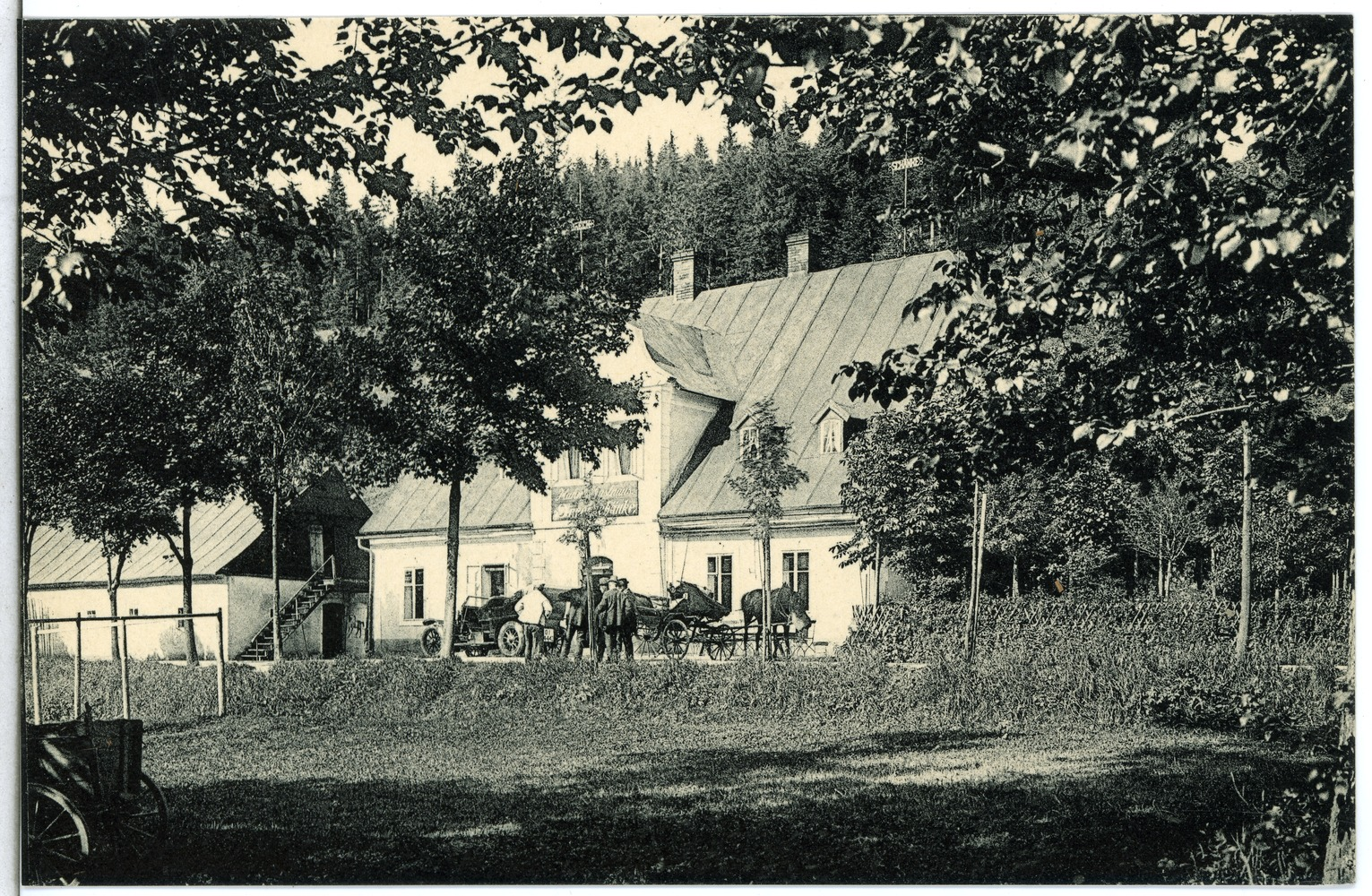
Dreckschänke (Zustand 1912, noch ohne Anbau)

Die Dreckschänke (mundartlich: Draakschänk) ist ein weit über die regionalen Grenzen hinaus bekanntes, derzeit geschlossenes Gasthaus im tschechischen Potůčky, das im böhmischen Teil des Erzgebirges, unmittelbar am Anton-Günther-Weg und 500 Meter südlich der Stadtgrenze zu Johanngeorgenstadt am unteren Ende des Hammerbergs im Tal des Blatenský potok (Breitenbachs) liegt.

## Geschichte
Die Geschichte des an der Straße von Johanngeorgenstadt nach Karlsbad gelegenen Gasthauses in Breitenbach lässt sich bis in das Jahr 1829 zurückverfolgen. Bis dahin gehörte das Haus Nr. 49 (später Nr. 7) einem Wenzel Dörfler. 1834 verkaufte er es an einen Josef Korb, der wenige Jahre später vom Forstgut eine Lizenz zum Beherbergen, Bewirten und Zerlegen erwarb. Er geriet aber in finanzielle Schwierigkeiten und verkaufte das Haus daher 1835 weiter an Johann Adalbert Hahn aus Platten. Die bald florierende Gaststätte wurde nach ihrem Besitzer Hahns Gasthaus genannt, wobei als Logo ein Hahn diente. Es wird spekuliert, dass sich aufgrund des Straßendrecks unmittelbar vor der Haustür im Volksmund schon bald der abwertend klingende Spitzname Dreckschänke einbürgerte. Allerdings drückte bereits 1861 der Autor eines Reiseberichtes in den „Annaberger Erzgebirgischen Hausblättern“ seine Verwunderung über den Namen aus und beschrieb die Dreckschänke als ein vorbildliches und sauberes Gasthaus.
Während der zweiten Hälfte des 19. Jahrhunderts war eine ganze Reihe gekrönter Häupter und anderer bekannter Persönlichkeiten in der Dreckschänke zu Gast, darunter die späteren deutschen Kaiser Wilhelm I. und Friedrich III., der sächsische König Johann I. und Otto von Bismarck.
Den im Volksmund verbreiteten Spitznamen „Dreckschänke“ wurde die Betreiberfamilie Hahn nie los. Johann Hahns Witwe Theresia machte indes 1885 aus der Not eine Tugend: Werbewirksam griff sie den Namen auf und verewigte ihn, indem sie ein kleines ovales Porzellanschild mit der Aufschrift „vulgo Dreckschenke“ über der Tür anbringen ließ. Kurz darauf wurde aus dem abwertenden Spitznamen der neue offizielle Name des Hauses. Nach Theresia Hahns Tod übernahm deren Tochter Sophie die Gaststätte, die 1901 den in Johanngeorgenstadt wohnhaften Oberkellner Richard Weickert, Sohn des Fleischhauermeister August Friedrich Weickert, heiratete.
Angeblich war es Richard Weickert, der den bekannten Mundartdichter Anton Günther dazu anregte, ein Lied über die Dreckschänke zu verfassen und zu intonieren. Tatsächlich verfasste Günther 1904 das heute als Dreckschänken-Lied bekannte Werk, wobei er auch gleich die Melodie dazu komponierte. Nicht zuletzt über Liedpostkarten, die Günther selbst illustrierte, erlangte das Lied eine weit über die Grenzen des Erzgebirges hinausgehende Verbreitung, was den Bekanntheitsgrad des Lokals nochmals steigerte, so dass hier im 20. Jahrhundert auch solche Gäste wie Konrad Henlein abstiegen.
Im Refrain des Liedes heißt es:

„Dos is da Draakschänk
's is weit on brat bekannt, weit rem in Sachsn wie en Böhmerland on gieht mr dort verbei,
do räßt’s en jedn nei, war in dr Draakschänk ruht, dar klabt aa gut.“

Richard Weickert starb im Dezember 1921, danach leitete seine Witwe Sophie das Gasthaus wieder selbst, wobei sie von ihrem Sohn Richard Weickert jr. unterstützt wurde. Unter ihrer Leitung wurde das Gasthaus komplett modernisiert, um auch höchsten Ansprüchen der Gäste gerecht zu werden; außerdem entstand nebenan ein weiteres Gebäude und auch ein Tennisplatz.
Am 28. April 1935 feierte die Gaststätte ihr hundertjähriges Bestehen mit einem großen Fest, an dem auch Anton Günther teilnahm, wobei nochmals sein Lied „Da Draakschänk“ herausgestellt wurde. Es wurde als „ein unerwartetes, wertvolles Geschenk, keine bestellte Werbekarte“ von Anton Günther gewürdigt. Ihm zu Ehren wurde in der Dreckschänke ein Anton-Günther-Zimmer eingerichtet und im August 1940 der Öffentlichkeit übergeben.
Nach der Vertreibung der deutschen Bevölkerung – und damit praktisch der gesamten Einwohnerschaft – von Breitenbach im Sinne der Beneš-Dekrete 1946 wurde die leerstehende Dreckschänke ausgeplündert und dann zunächst von tschechoslowakischen Grenztruppen, später zeitweilig auch als Kinderferienlager und schließlich längere Zeit als Kindertagesstätte genutzt. Zu dieser Zeit prangte über dem Eingang, wo zuvor das Dreckschänken-Schild gehangen hatte, ein roter Stern.
Nach der politischen Wende, in deren Gefolge 1991 – zunächst nur für Fußgänger – ein Grenzübergang zwischen Johanngeorgenstadt und Breitenbach eingerichtet wurde, sah man in der Gemeinde Potůčky (als Eigentümer des Ensembles) die Möglichkeit, die Dreckschänke gewinnbringend als Sporthotel wiederzueröffnen. Die verschiedenen Betreiber warben damit, dass die Dreckschänke „das älteste Hotel im Erzgebirgsraum“ sei. Nach anfänglich relativ großem Besucherzuspruch blieben die Gäste jedoch mehr und mehr aus, so dass das Hotel bereits 2001 wieder geschlossen wurde. Das inzwischen stark restaurierungsbedürftige Gebäude diente danach einige Zeit als Übernachtungsstätte vietnamesischer Markthändler und stand anschließend jahrelang leer. Am gegenüberliegenden Berghang, auf dem sich bis nach dem Zweiten Weltkrieg einige Häuser der Streusiedlung Pechöfen befanden, wurde 2006 ein Abfahrtshang für Skifahrer angelegt.

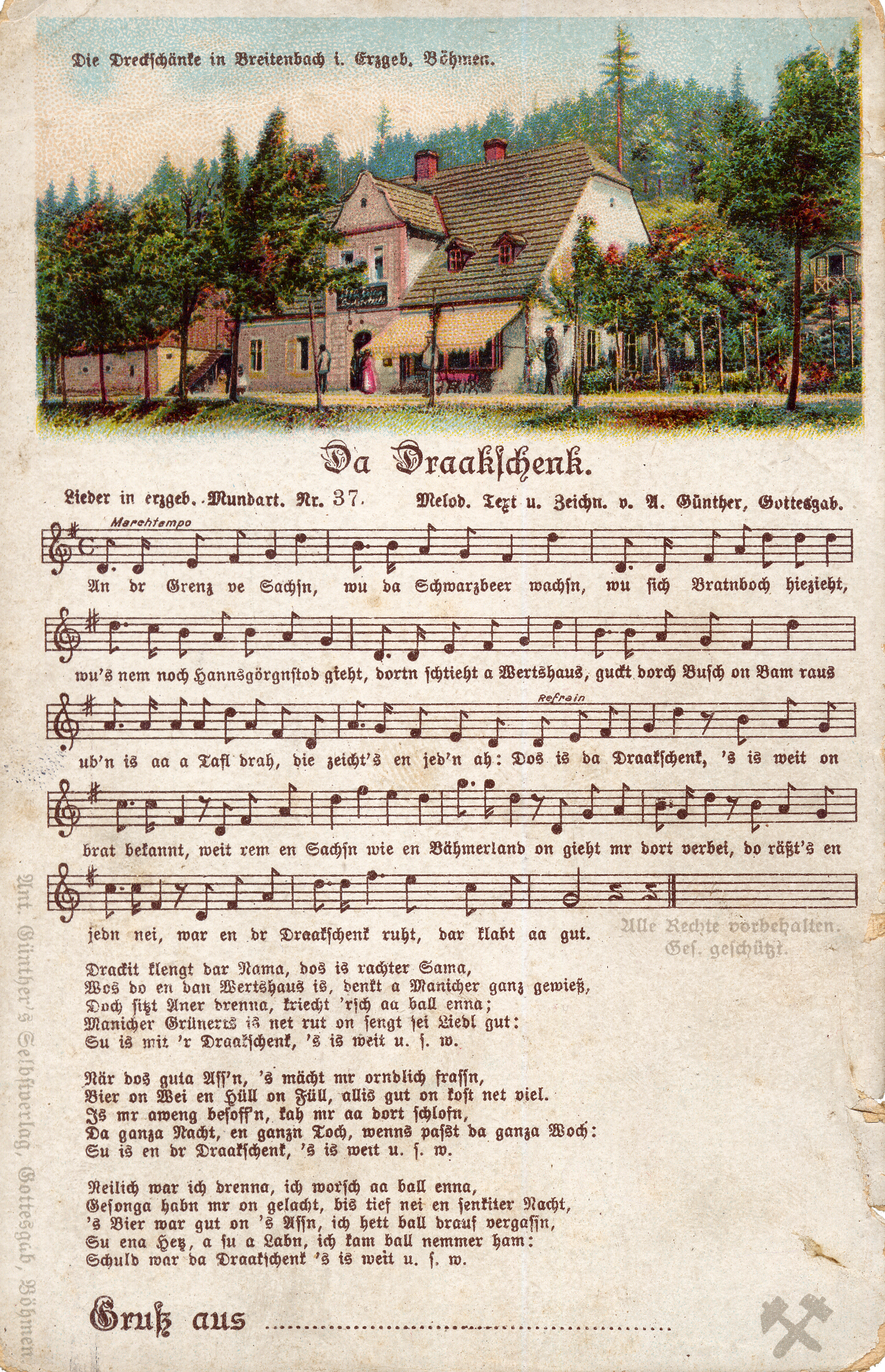
Erste Version der Liedpostkarte von Anton Günther 1904

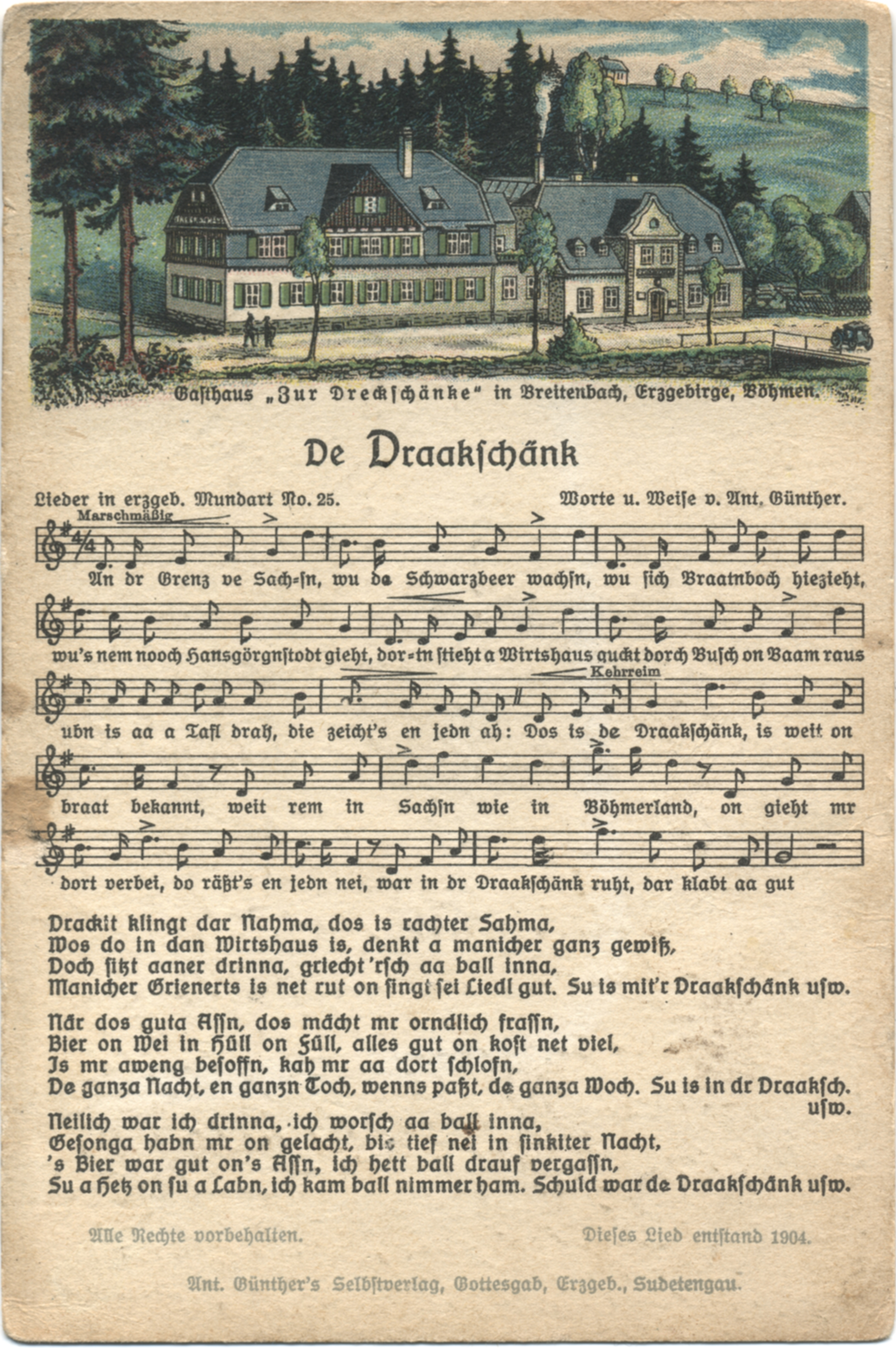
Zweite Version der Liedpostkarte von Anton Günther mit einem Fremdbild nach dem Umbau der Gaststätte, um 1935

2009 wurde das über der Tür befindliche Holzrelief mit der Aufschrift Sport-Hotel Dreckschänke durch Mitglieder des Erzgebirgszweigvereins Johanngeorgenstadt gesichert und für einen künftigen Verwendungszweck eingelagert.
Im Jahre 2017 übernahm der Unternehmer Marek Plachý aus Potůčky, der auch die gegenüberliegenden Skiliftanlagen betreibt, das Haus. 2019 begann er, die historische Gaststätte Schritt für Schritt zu restaurieren und zu renovieren, was indes durch die COVID19-Pandemie nicht unerheblich verzögert wurde. Im Endergebnis ist angestrebt, die Gaststätte weitestgehend originalgetreu in „ihrem alten Glanz“ wiedererstehen zu lassen und bei ihrem Betrieb ganz bewusst an die „goldene“ Tradition aus der deutschen Zeit anzuknüpfen. Allerdings soll anstatt des früheren Hahnes in Zukunft eine sudetendeutsche Kellnerin das Logo zieren. Nach Angaben des Besitzers soll damit auch an die Tatsache erinnert werden, dass die Geschichte der Dreckschänke in wesentlichen Teilen von Frauen geprägt war.

## Besitzer/Wirte
- bis 1829: Inhaber Wenzel Dörfler
- 1829–1834: Josef Korb
- 1835–1884: Johann Adalbert Hahn († Juni 1884, Tischler und Gemischtwaren-Kaufmann)
- 1884–1887: dessen Sohn Franz Xaver Hahn († Juli 1887), Tischlermeister und Gastwirt
- 1887–1900: dessen Witwe Theresia Hahn geb. Leiner († 20. Januar 1900)
- 1900–1901: deren Tochter Sophie Hahn, die 1901 Richard Weickert aus Johanngeorgenstadt heiratete
- 1901–1921: Richard Weickert († 9. Dezember 1921)
- 1921–1945: Sophie Weickert († Juli 1960)[4][5]
- 1990 – 2017: Gemeinde Potucky[3]
- 2017 – heute: Marek Plachý[3]